# Ада! Это же неудобно!
Ада! Это же неудобно! (пол. Ada! To nie wypada!) — польский чёрно-белый музыкальный фильм, комедия 1936 года.

## Сюжет
Ада — непослушная дочь помещика, которую отец отдал в интернат для молодых барышень, чтобы она поумнела и научилась благородным светским манерам. Кроме этого, отец хочет её выдать замуж за сына графа, но Ада не желает этого брака. У девушки большой музыкальный талант и это ценит не только учитель музыки.

## В ролях
- Лода Немижанка — Ада Дзевановская
- Антони Фертнер — помещик Дзевановский, отец Ады
- Казимеж Круковский — Казимеж Бемоль, учитель музыки
- Казимеж Юноша-Стемповский — граф Ожельский
- Александр Жабчинский — Фред, сын графа
- Ядвига Анджеевская — Зофья
- Мира Зиминьска — Ира Ролетти, примадонна
- Янина Кшимуская — графиня Аделайда Шпитцберг-Футтер
- Хелена Зарембина — графиня Клотилда Шпитцберг-Футтер
- Станислав Волиньский — Пигула
- Ванда Яршевская — повариха Дзевановских
- Ромуальд Герасеньский — Жепко
- Стефания Бетхерова — Жепкова
- Мариан Рентген — певец Палетко
- Рышард Мисевич и др.